# Qin Dongya
Qin Dongya (chiń. 秦东亚; ur. 3 października 1979 w Liaoyang) – chińska judoczka. Dwukrotna olimpijka. Brązowa medalistka z Aten 2004 i odpadła w eliminacjach w Sydney 2000. Walczyła w kategorii 70 kg.
Piąta na mistrzostwach świata w 2003 i siódma w 1999. Złota medalistka igrzysk azjatyckich w 2002 i brązowa w 2006. Wicemistrzyni Azji w 1999. Triumfatorka Uniwersjady 2001. Wojskowa mistrzyni świata w 2005 roku.

## Letnie Igrzyska Olimpijskie 2000
| Konkurencja | Walki                | Klas. końcowa  |
| Konkurencja | 1/16                 | Miejsce        |
| ----------- | -------------------- | -------------- |
| 70 kg       | Nesria Traki (TUN) P | pierwsza runda |

## Letnie Igrzyska Olimpijskie 2004
| Konkurencja | Walki                    | Walki               | Walki                     | Walki                  | Walki                    | Klas. końcowa |
| Konkurencja | 1/16                     | 1/8                 | Repasaż I                 | Repasaż II             | o 3 miejsce              | Miejsce       |
| ----------- | ------------------------ | ------------------- | ------------------------- | ---------------------- | ------------------------ | ------------- |
| 70 kg       | Rachida Ouerdane (ALG) W | Annett Böhm (GER) P | Catherine Roberge (CAN) W | Cecilia Blanco (ESP) W | Catherine Arlove (AUS) W | II            |